# Balige I
Balige I is een bestuurslaag in het regentschap Toba Samosir van de provincie Noord-Sumatra, Indonesië. Balige I telt 1584 inwoners (volkstelling 2010).